# Royal Ruby Cycle
Die Royal Ruby Cycle Company war ein britischer Fahrzeughersteller, der zwischen 1903 und 1933 in Manchester ansässig war.
Das Unternehmen stellte während dieser Zeit Motorräder her. Automobile standen nur zwei Mal für kurze Zeit im Angebot. Zwischen 1913 und 1914 war es ein Cyclecar, das von einem V2-Motor von J.A.P. mit 10 bhp (7,4 kW) Leistung angetrieben wurde. 1927 erschien ein Dreirad. Ein Einzylindermotor mit 5 PS Leistung trieb das Fahrzeug an.